# Čelinja
Čelinja falu Bosznia-Hercegovinában, a Bosznia-hercegovinai Föderáció Una-Szanai kantonjában. Közigazgatásilag Velika Kladušához tartozik.

## Fekvése
Bosznia-Hercegovina északnyugati részén, Bihácstól légvonalban 32, közúton 48 km-re északra, Velika Kladušától légvonalban 15, közúton 23 km-re délkeletre levő dombos, erdős vidéken, a Devetak-patak völgyében és a környező dombokon fekszik. Házai szétszórt csoportokban találhatók a dombok között.

## Népessége
| Nemzetiségi csoport | Népesség 1991 | Népesség 2013 |
| ------------------- | ------------- | ------------- |
| Szerb               | 0             | 0             |
| Bosnyák             | 886           | 477           |
| Horvát              | 0             | 3             |
| Jugoszláv           | 4             | 0             |
| Egyéb               | 6             | 153           |
| Összesen            | 896           | 633           |

## Története
A Čelinjában található mecset azon a helyen épült, ahol a régi mecset volt, amelyre 1921-ből különböző tudósítások is hivatkoznak. A mecset építési munkálatai 1990-ben kezdődtek, de a háború miatt felfüggesztették. A háború befejezése után a mecset építése folytatódott, és az alapítási ünnepséget 1997. május 31-én tartották. A hivatalos megnyitó július 28-án volt. 2001-ben. A gyülekezetnek 212 háztartása van. A gyülekezet aktív és készségesen részt vesz a gyülekezet minden cselekményében és tevékenységében. Az imámi szolgálatot Esmir Erdić efendi látja el.

## Nevezetességei
A falu mecsete 1997 és 2001 között épült. A mecset méretei 14x10 méter, és 45 méter magas minarettel rendelkezik. Teljesen fel van szerelve mindennel, amivel egy mecsetnek rendelkeznie kell ahhoz, hogy ki tudja elégíteni a hívők igényeit.